# SN 2010ct
SN 2010ct – supernowa typu II-P odkryta 15 maja 2010 roku w galaktyce NGC 3362. W momencie odkrycia miała maksymalną jasność 19,20m.